# 29 Comae Berenices
29 Comae Berenices är en vit stjärna i huvudserien  i stjärnbilden Berenikes hår. Stjärnan är av visuell magnitud +5,68 och svagt synlig för blotta ögat vid god seeing. Den befinner sig på ett avstånd av ungefär 400 ljusår.